# Орнек (Жамбильський район)
Орне́к (каз. Өрнек) — село у складі Жамбильського району Жамбильської області Казахстану. Адміністративний центр Орнецький сільського округу.
У радянські часи село називалось Урнек.
Населення — 2268 осіб (2021; 2232 у 2009, 2792 у 1999, 2847 у 1989).